# Philonotis strictula
Philonotis strictula är en bladmossart som beskrevs av Jules Cardot 1909. Philonotis strictula ingår i släktet källmossor, och familjen Bartramiaceae. Inga underarter finns listade i Catalogue of Life.